# Псары (гмина)
Псары (пол. Psary) — сельская гмина (волость) в Польше, входит как административная единица в Бендзинский повет, Силезское воеводство. Население — 11 086 человек (на 2004 год).

## Демография
| Перепись                       | Всего   | Всего | Женщины | Женщины | Мужчины | Мужчины |
| ------------------------------ | ------- | ----- | ------- | ------- | ------- | ------- |
| Единицы                        | человек | %     | человек | %       | человек | %       |
| Население                      | 11 086  | 100   | 5779    | 52,1    | 5307    | 47,9    |
| Плотность населения (чел./км²) | 241,1   | 241,1 | 125,7   | 125,7   | 115,4   | 115,4   |

## Соседние гмины
1. Бендзин
2. Гмина Бобровники
3. Домброва-Гурнича
4. Гмина Меженцице
5. Войковице